# Catedral de San Pedro (El Cajón)
La Catedral de San Pedro o bien Catedral Católica Caldea de San Pedro  (en inglés: St. Peter Cathedral, St. Peter Chaldean Catholic Cathedral) Es una catedral católica de rito caldeo situada en El Cajón, California, al oeste de Estados Unidos. Es la sede de la eparquía caldea de San Pedro el Apóstol en San Diego (Eparchia Sancti Petri Apostoli urbis Sancti Didaci Chaldaeorum).
El primer grupo caldeo y asirio que emigró a Estados Unidos llegó a finales del siglo XIX. Aunque eran pequeños en número, se extendieron por todo el país a mediados del siglo XX.  La parroquia católica caldea de San Pedro fue establecida en 1973 con el Padre Peter Kattoula como su primer pastor. El actual edificio de la iglesia fue terminado en 1983 y fue dedicado el 10 de septiembre de ese año. Tiene una capacidad para 600 personas.  La sala de la iglesia fue abierta el 29 de noviembre de 1989. Se convirtió en una catedral cuando la Eparquía de San Pedro Apóstol fue establecida por el papa Juan Pablo II en 2002 mediante la bula "Nuper Synodus".